# Call of Duty 2
Call of Duty 2 es un videojuego de disparos en primera persona bélico, perteneciente a la popular serie de videojuegos Call of Duty de Activision y que sucede a la primera entrega. Fue desarrollado por Infinity Ward, con la colaboración de Pi Studios, y publicado al mercado el 4 de noviembre de 2005 para PC, tiempo más tarde lo hizo para Xbox 360 simultáneamente con la salida de esta videoconsola.
En 2016 Larry Hryb anunció vía Twitter que el videojuego era compatible con Xbox One, llegando a tener mejor desempeño.

## Argumento
Al igual que los anteriores títulos de la serie, Call of Duty 2: Big Red One está basado en la Segunda Guerra  Mundial. El juego recrea hechos y escenarios del conflicto de forma realista. Prácticamente, todas las batallas del juego están basadas en hechos reales. No obstante, en la misión "Colina 400", las tropas estadounidenses consiguen rechazar el contraataque alemán, cosa que no ocurrió en la realidad.
El jugador puede encarnar a un soldado soviético, británico o estadounidense con la finalidad de vencer al Eje en distintas batallas.
El título se compone de cuatro campañas, tres de ellas están divididas en tres batallas, cada una dividida en varias misiones. El juego no sigue un orden estricto en cuanto al desarrollo de las campañas, ya que se basa en el orden cronológico. Al comenzar a jugar el jugador se encuentra en 1941, pudiendo luchar únicamente en la batalla de Moscú de la campaña soviética. Una vez completada esta, se desbloquea el año 1942 y se puede continuar con la campaña soviética o participar en batallas de las otras campañas.
El jugador, a pesar de estar en la totalidad de la aventura acompañado por soldados aliados, no puede dar órdenes a estos. En ciertas ocasiones se hace uso de vehículos para avanzar, donde el jugador asume el papel del artillero mientras un aliado lo conduce. Sólo se toma el control de un vehículo en la tercera campaña, donde el jugador debe de manejar un tanque Crusader británico en el desierto de Libia.

### Resumen
Los escenarios de Call of Duty 2 reproducen Rusia en la Gran Guerra Patria (primera campaña); el Sáhara, donde se pelea en el ejército británico contra el Afrika Korps (segunda y tercera campaña); y la Batalla de Normandía, con los estadounidenses (tercera campaña), luego de unas misiones en Caen protagonizadas por los británicos.
Call of Duty 2 contiene cuatro campañas individuales, divididas en tres historias, con un total de veintisiete misiones. Cada historia trata de un soldado de la Segunda Guerra Mundial superando las posibilidades en la guerra. El juego también tiene cuatro niveles de dificultad: Fácil, Profesional, Curtido y Veterano.

### Campaña soviética
El jugador controla al soldado ruso Vassili Koslov de la 13.ª División de Fusileros de la Guardia, involucrado inicialmente en la defensa de Moscú de las fuerzas alemanas que avanzan. El siguiente nivel consiste en la destrucción de una fortaleza alemana en Stalingrado durante septiembre de 1942. El siguiente objetivo consiste en luchar por las fortalezas en todo Stalingrado durante todo diciembre de 1942, incluyendo reconectar los cables telefónicos cortados y recapturar el patio de maniobras y la estación de tren. La misión final tiene lugar durante la ofensiva final rusa en Stalingrado en enero de 1943, lo que implica la re-captura y defensa de las cuadras y el ayuntamiento de Stalingrado.

### Campaña británica
El jugador toma el control como un soldado inglés, el sargento John Davis de la 7.ª División Blindada en África del Norte, dirigida por el capitán Price (abuelo de John Price, de la serie Modern Warfare). El primer nivel cuenta con el jugador participando en un ataque sorpresa contra las tropas del Afrika Korps, terminando con la destrucción de un depósito de suministros alemán. El siguiente nivel tiene al jugador defendiendo el pueblo de un abrumador asalto alemán, alcanzando la victoria al destruir gran parte de la fuerza de tanques alemanes utilizando artillería. Esto es seguido por la Segunda Batalla de El Alamein, durante la cual el jugador tiene que luchar a través de varias trincheras, nidos de ametralladora, emplazamientos de cañones de 88 mm y finalmente toma el cuartel general de campaña de los alemanes. Pronto sigue el asalto a El Dabaa para interceptar a los alemanes restantes en Egipto y destruir varios cañones de 88 mm, terminando la primera campaña inglesa. Una adenda a la segunda serie de misiones tiene al jugador asumiendo el papel de un comandante de tanque británico, David Welsh. La primera misión de la tercera campaña en Toujane, Túnez, tiene al jugador situado bajo el fuego, defendiendo una casa con una ametralladora y luego causando estragos con un automóvil blindado. Pronto escapan y se encuentran con la segunda escuadra y recuperan el pueblo. En la siguiente misión hay que eliminar la defensa alemana en Matmata y utilizar un sistema antiaéreo Flakvierling para destruir aviones enemigos. El final de la campaña inglesa tiene lugar durante la Batalla de Caen como parte de la Operación Overlord.

### Campaña estadounidense
Como el Cabo Bill Taylor, del 2.º Batallón de Rangers, el jugador comienza por desempeñar un papel en el Día D, en el asalto de Pointe du Hoc, para destruir una batería alemana, y mantenerla contra una contraofensiva masiva alemana en la siguiente misión. Poco después, el jugador captura un pueblo cercano y sirve como un francotirador contra equipos de morteros hasta que llegan los refuerzos. El segundo objetivo se centra en la Colina 400, que implica la captura del pueblo de Bergstein, una carga desastrosa en los búnkeres de la Colina 400 y la defensa contra el contraataque alemán, con el jugador de nuevo haciendo trabajo de francotirador contra equipos de morteros alemanes, destruyendo semiorugas y tanques enemigos, y en general defendiendo la colina de la contraofensiva, al tiempo que es agobiado por la artillería y muchos soldados alemanes. El objetivo final se establece entre los estadounidenses en el río Rin cruzando hacia Alemania. Comienza como una de las pocas misiones con el jugador inmediatamente bajo fuego, proporcionando fuego de cobertura en un vehículo anfibio contra los alemanes hasta llegar a las orillas del río y luego luchar a través de la mayor parte de la ciudad. La lucha final tiene al jugador destruyendo a dos Tiger I en la plaza del pueblo.

### Final
Los créditos finales muestran el rescate del capitán Price retenido por los alemanes, llevado a cabo por un grupo de soldados estadounidenses. Después del final de los créditos, aparece el texto "Ninguna vaca fue dañada en la realización de este juego", como en la anterior entrega.

## Recepción
Call of Duty 2 fue generalmente bien recibido por los críticos, siendo la versión de Xbox 360 (89/100) ligeramente más puntuada que su homóloga la de PC (86/100), según Metacritic. Los gráficos y sonidos fueron ampliamente elogiados, y las reacciones hacia el sistema de regeneración de salud fueron mayormente positivas, con críticos como los de Gamespot y Gamepro recibiéndolo como una mejora sobre la barra de salud del anterior título. El modo multijugador de la versión de PC fue criticada por ser un paso atrás comparado al de Call of Duty: United Offensive.
Bob Colayco, crítico de Gamespot, dio a la versión de Xbox 360 una puntuación de 8.8/10 - incluyendo un 10 / 10 por el sonido. Resumió su análisis afirmando que Call of Duty 2 posee unos "gráficos detallados y un sonido sensacional", además, halagó la inteligencia artificial, el realismo, y la variedad de la campaña. Sin embargo, se quejó del precio del juego argumentando que este era "más elevado que el precio para PC". También se quejó de que el aspecto multijugador solo pudiera soportar hasta 8 jugadores.
PC: 88
Bob Colayco también analizó la versión para PC del juego, y le dio una puntuación de 8.8/10, como hizo con la versión de Xbox 360. Colayco elogió una vez más el sonido, llamando a la presentación del juego como "excelente", así como la agresividad de la inteligencia artificial. A diferencia de su crítica de la versión de Xbox 360, Colayco elogió el modo multijugador, describiéndolo como "divertido". Su principal crítica fue por el rendimiento, afirmó que "el rendimiento puede saltar a trompicones a veces".

### Competición
En cuanto al competitivo de este juego fueron destacables en España los clanes Spanish Gaming y CMP ganadores del torneo europeo de Call Of Duty de 10.000$. En la final del primer torneo el MVP no fue español, en el segundo torneo fue reconocido con un diploma al mérito al jugador CMP Break It por su última ronda en la que tras un ajustado marcador y con todos los miembros de su equipo muertos mató uno por uno al equipo contrario.
Ligas menores siguen activas al día de hoy, operando y registrando sus resultados mediante sitios web. Archivado el 20 de octubre de 2018 en Wayback Machine.

## Modo multijugador
Un servidor multijugador para PC de Call of Duty 2 puede albergar un máximo de 64 jugadores. En Xbox 360, el límite de jugadores en Xbox Live es de ocho. Hay un total de trece mapas oficiales y tres de ellos son "remakes" del Call of Duty original con muchos otros mapas modificados.
Call of Duty 2 para Xbox 360 fue uno de los juegos en línea más populares para la consola durante los dos primeros años de su lanzamiento.
Los mapas de Call of Duty 2 varían de Normandía, África y Rusia durante el invierno. Hay dos equipos, los Aliados y el Eje , y cada equipo puede elegir una variedad de armas que dependen del mapa. Dependiendo del mapa, los aliados serán estadounidenses, británicos o soviéticos.